# Тиберий Клавдий Арисцион
Тиберий Клавдий Аристион (на латински: Tiberius Claudius Aristion) e богат с римско гражданство жител на Ефес в днешна Турция през 1 и 2 век, който построява множество сгради в града.
Той построява:
- Nymphaeum Traiani, шадраван на главната улица Куретен на Ефес.
- Nymphaeum (шадраван) в друга част на града
- 40 км дълъг воден канал между двата шадравана
- участва в строежа на термалните бани на пристанището
- ръководи довършването на Библиотеката на Целс

Женен е за Юлия Лидия Латеране, която се включва във финансирането на някои от обектите му.